# Mercado de esclavos

El mercado de esclavos, de Jean-Léon Gérôme, 1866. Este fue un tema popular en la pintura orientalista del, normalmente con una connotación sexual.

Un mercado de esclavos es un lugar donde se compran y venden esclavos. Estos mercados se convirtieron en un fenómeno clave en la historia de la esclavitud. Por mercado de esclavos también se entiende el comercio de esclavos, también denominado trata de esclavos.

## Imperio Otomano
En el Imperio Otomano, a mediados del siglo XIV, se comerciaba con esclavos en mercados especiales llamados Esir o Yesir que estaban ubicados en la mayoría de los pueblos y ciudades. Se dice que el sultán Mehmed II "el Conquistador" estableció el primer mercado de esclavos otomano en Constantinopla en la década de 1460, probablemente donde había estado el antiguo mercado de esclavos bizantino. Según Nicolás de Nicolay, había esclavos de todas las edades y de ambos sexos, se mostraban desnudos para ser revisados minuciosamente por posibles compradores.
A principios del siglo XVIII, el kanato de Crimea mantuvo un comercio masivo de esclavos con el Imperio Otomano y Oriente Medio, exportando alrededor de 2 millones de esclavos de Rusia y Polonia-Lituania durante el período 1500-1700. Caffa (actual Feodosia) se convirtió en uno de los puertos comerciales y mercados de esclavos más conocidos e importantes.

## Trata de esclavos de África oriental

Comerciante de esclavos, grabado de un cuadro de Vernet, 1836.

En Somalia, los bantúes que habitan son descendientes de grupos bantúes que se habían asentado en el sudeste de África después de la expansión inicial de Nigeria/Camerún, y cuyos miembros fueron capturados y vendidos posteriormente para el comercio árabe de esclavos.

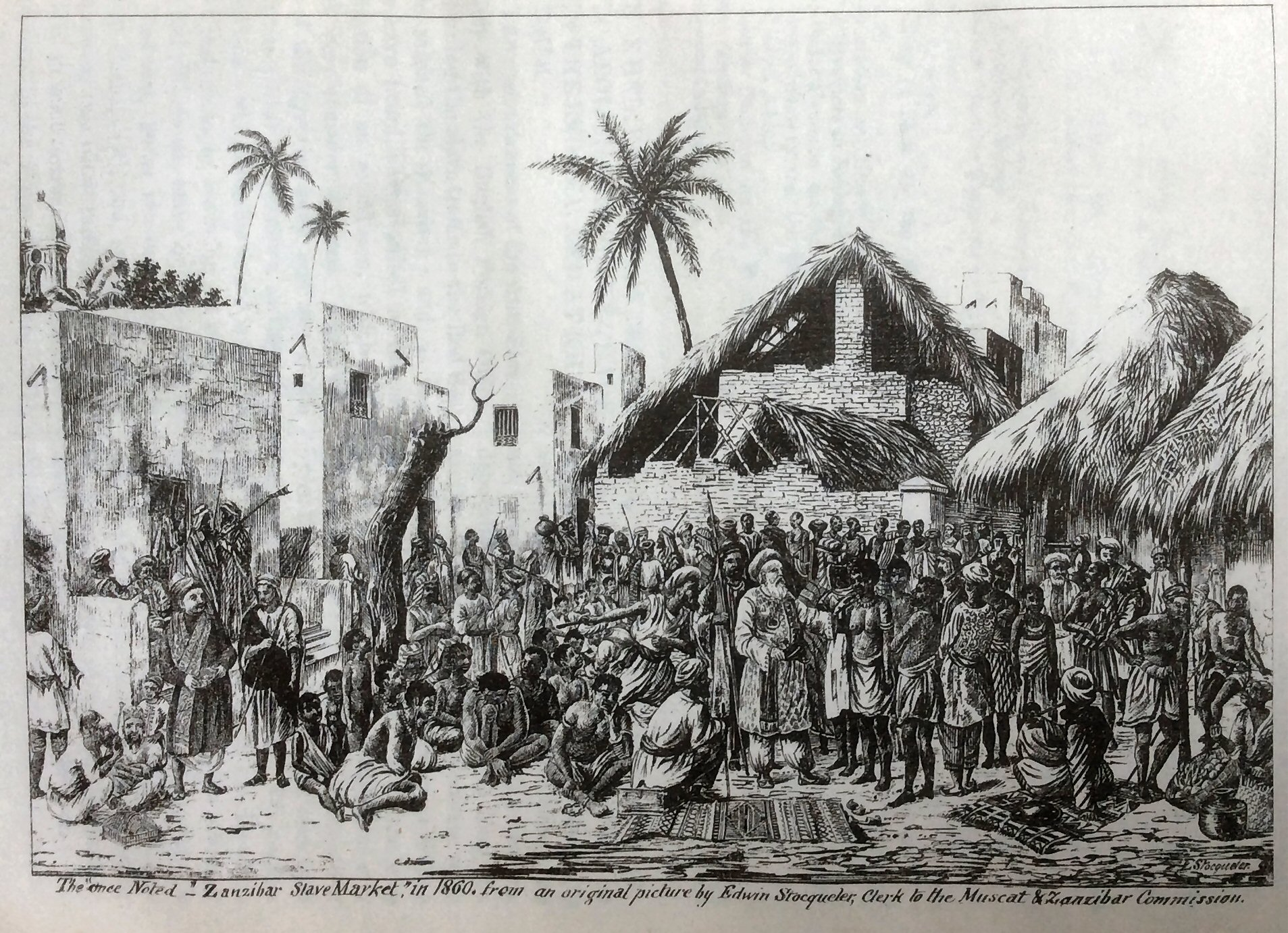
Mercado de esclavos de Zanzíbar en 1860, por Edwin Stocqueler

De 1800 a 1890, se cree que se vendieron entre 25 mil y 50 mil esclavos bantúes del mercado de esclavos de Zanzíbar a la costa somalí. La mayoría de los esclavos eran de los grupos étnicos majindo, makua, nyasa, yao, zalama, zaramo y zigua de Tanzania, Mozambique y Malawi . En conjunto, estos grupos bantúes se conocen como Mushunguli, que es un término tomado de Mzigula, la palabra de la tribu zigua para «pueblo» (la palabra tiene múltiples significados implícitos que incluyen «trabajador», «extranjero» y «esclavo»). Los esclavos adultos y niños bantúes (denominados colectivamente jareer por sus amos somalíes) fueron comprados en el mercado de esclavos exclusivamente para realizar trabajos indeseables en las plantaciones.
Los africanos esclavizados fueron vendidos en las ciudades del mundo árabe. En 1416, al-Maqrizi contó cómo los peregrinos que venían de Takrur (cerca del río Senegal) habían traído consigo 1.700 esclavos a La Meca. En el norte de África, los principales mercados de esclavos se encontraban en Marruecos, Argel, Trípoli y El Cairo. Las ventas se realizaron en lugares públicos o en zocos.
Los posibles compradores hacían un examen detenido de la «mercancía»: comprobaban el estado de salud de una persona que a menudo estaba desnuda con las muñecas atadas. En El Cairo, las transacciones que involucraban a eunucos y concubinas ocurrieron en casas particulares. Los precios variaban según la calidad del esclavo. Thomas Smee, el comandante del barco de investigación británico Ternate, visitó un mercado de este tipo en Zanzíbar en 1811 y dio una descripción detallada:

"El espectáculo" comienza alrededor de las cuatro de la tarde. Los esclavos salieron con el mayor provecho haciendo que les limpiaran y bruñieran la piel con aceite de nuez de cacao, les pintaran el rostro con rayas rojas y blancas y las manos, narices, orejas y pies adornados con profusión de brazaletes de oro y plata y las joyas, se alinean en una línea, comenzando con las más jóvenes, y aumentando hacia atrás según su tamaño y edad. A la cabeza de este expediente, que está integrado por todos los sexos y edades desde los 6 a los 60 años, camina la persona que los posee; detrás y a cada lado, dos o tres de sus esclavos domésticos, armados con espadas y lanzas, sirven de guardia.

Así ordenada, la procesión comienza y pasa por la plaza del mercado y las calles principales ... cuando cualquiera de ellas llama la atención del espectador, la fila se detiene inmediatamente y se produce un proceso de examen, que, por su minuciosidad, no tiene parangón en ningún mercado de ganado en Europa. El futuro comprador, habiendo comprobado que no existe ningún defecto en las facultades del habla, audición, etc., que no hay ninguna enfermedad presente, procede a examinar a la persona; la boca y los dientes se inspeccionan primero y luego cada parte del cuerpo en sucesión, ni siquiera los senos, etc., de las chicas, muchas de las cuales he visto manejadas de la manera más indecente en el mercado público por sus compradores; de hecho, hay muchas razones para creer que los traficantes de esclavos casi universalmente obligan a las jóvenes a someterse a su lujuria antes de ser desechadas. De tales escenas uno se aparta con lástima e indignación.

## Europa
Entre muchos otros mercados de esclavos europeos, Génova y Venecia fueron algunos mercados bien conocidos, su importancia y demanda crecieron después de la gran plaga del siglo XIV que diezmó gran parte de la fuerza laboral europea. La ciudad marítima de Lagos fue el primer mercado de esclavos creado en Portugal para la venta de esclavos africanos importados, el Mercado de Escravos, que se inauguró en 1444. En 1441, los primeros esclavos fueron llevados a Portugal desde el norte de Mauritania. El príncipe Enrique el Navegante, principal patrocinador de las expediciones africanas portuguesas, como de cualquier otra mercancía, gravó una quinta parte del precio de venta de los esclavos importados a Portugal. En el año 1552, los esclavos africanos constituían el 10 por ciento de la población de Lisboa. En la segunda mitad del siglo XVI, la Corona renunció al monopolio del comercio de esclavos y el foco del comercio europeo de esclavos africanos pasó de la importación a Europa al transporte de esclavos directamente a las colonias tropicales de América, en el caso de Portugal, especialmente Brasil. En el siglo XV, un tercio de los esclavos fueron revendidos al mercado africano a cambio de oro.

## África

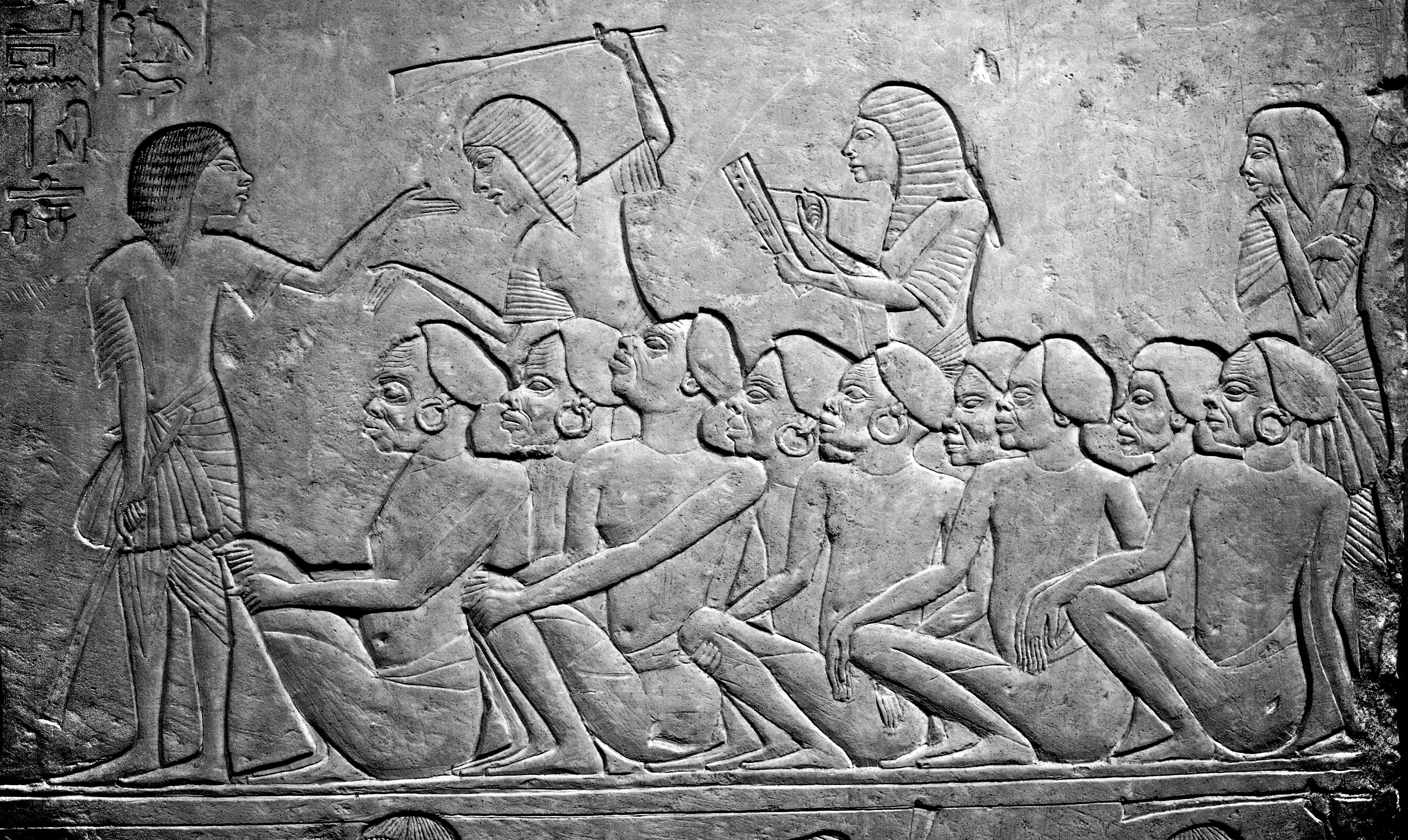
Mercado de esclavos en el Antiguo Egipto, con esclavos nubios esperando ser vendidos

La trata de esclavos había existido en el norte de África desde la antigüedad, con un suministro de esclavos africanos que llegaban a través de las rutas comerciales transaharianas. Las ciudades de la costa del norte de África se registraron en la época romana para sus mercados de esclavos, y esta tendencia continuó en la época medieval. El comercio berberisco de esclavos en la costa de Berbería aumentó en influencia en el siglo XV, cuando el Imperio Otomano asumió el control de la zona. Junto con esto, hubo una afluencia de judíos sefardíes y refugiados moros, recién expulsados de España después de la Reconquista. El comercio de esclavos de Berbería abarcaba tanto la esclavitud africana como la esclavitud blanca.
El mercado de esclavos de Velekete establecido en 1502 en Badagry, estado de Lagos, fue significativo durante el comercio atlántico de esclavos en Badagry, ya que sirvió como un punto de negocios donde los intermediarios africanos vendían esclavos a los comerciantes de esclavos europeos, convirtiéndolo en uno de los mercados de esclavos más poblados de África occidental.
Otro mercado histórico de esclavos fue el mercado de esclavos de Bono Manso alrededor del siglo XVI, que se centró en un árbol Baobab gigante al oeste de la ciudad y jugó un papel importante en el comercio transatlántico de esclavos. Este fue uno de los puntos de transición de esclavos más antiguos de la Costa de Oro.

## América del Norte

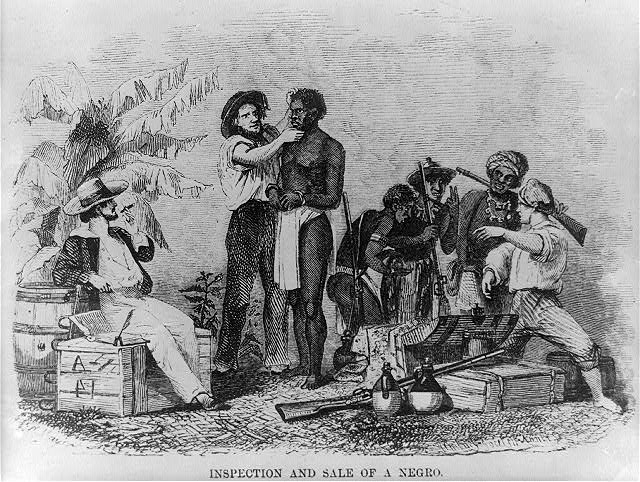
Inspección y venta de un esclavo.

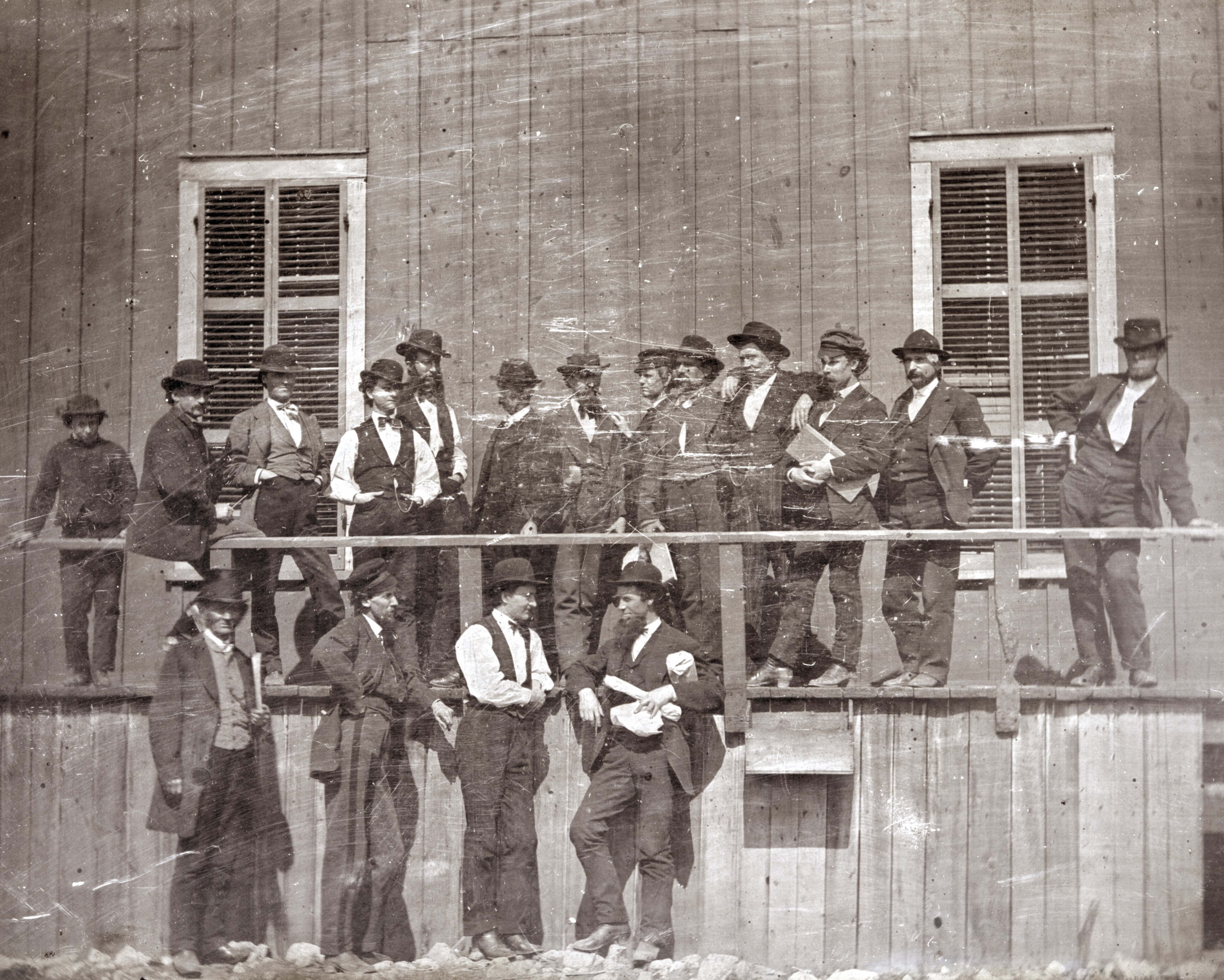
Hombres blancos posando en San Luis en 1852 en el Lynch's Slave Market

En los Estados Unidos, el comercio interno de esclavos se había convertido en una actividad económica importante en 1815 y duró hasta la década de 1860. Entre 1830 y 1840, cerca de 250.000 esclavos cruzaron las fronteras estatales. En la década de 1850 se transportaron más de 193.000 y los historiadores estiman que casi un millón en total participaron en la migración forzosa. Para 1860, la población de esclavos en los Estados Unidos había alcanzado los 4 millones. 

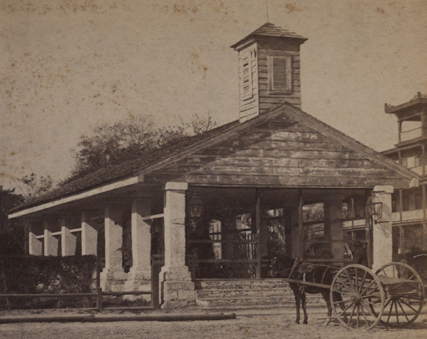
Antiguo mercado de esclavos en San Agustín, Florida, en 1886

En la década de 1840, se transportaron casi 300.000 esclavos, y Alabama y Misisipi recibieron 100.000 cada uno. Durante cada década entre 1810 y 1860, al menos 100.000 esclavos fueron trasladados de su estado de origen. En la última década antes de la Guerra de Secesión, se trasladaron 250.000. El historiador Ira Berlin escribió:
El comercio interno de esclavos se convirtió en la empresa más grande del Sur fuera de la propia plantación, y probablemente la más avanzada en el empleo de transporte, finanzas y publicidad modernos. La industria de la trata de esclavos desarrolló su propio lenguaje único, con términos como «manos de primera, machos, mozas criadoras» y «chicas elegantes» que se han vuelto de uso común.
La expansión del comercio interestatal de esclavos contribuyó al «resurgimiento económico de los estados litorales que alguna vez fueron deprimidos», ya que la demanda aceleró el valor de los esclavos que estaban sujetos a venta.

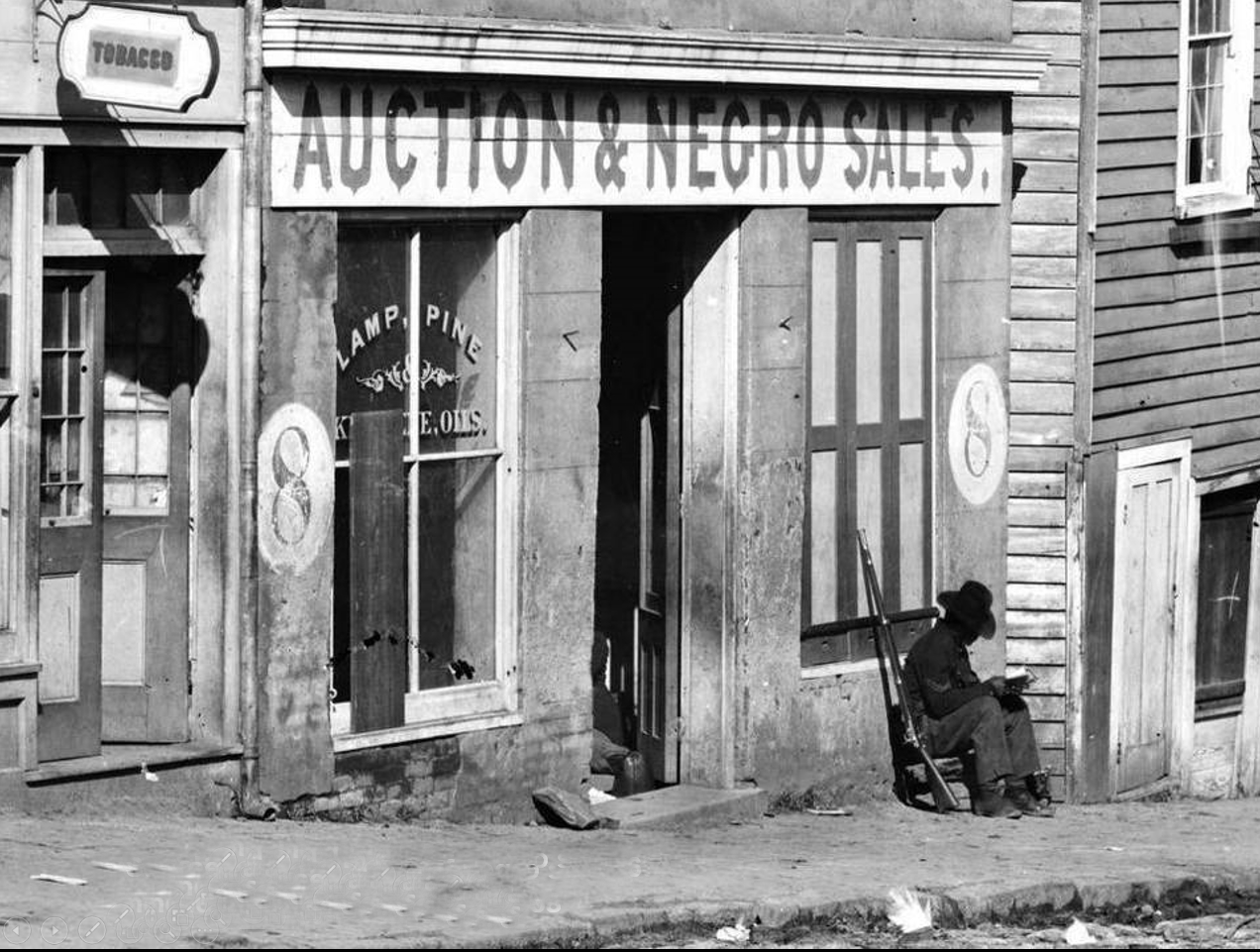
Tropas de color de los Estados Unidos, soldado afroamericano alistado leyendo en el número 8 de Whitehall Street, el negocio de comerciantes de esclavos en Atlanta, Georgia, otoño de 1864.

Algunos comerciantes trasladaron sus «bienes muebles» por mar, siendo Norfolk a Nueva Orleans la ruta más común, pero la mayoría de los esclavos se vieron obligados a caminar por tierra. Otros fueron enviados río abajo desde mercados como Louisville en el río Ohio y Natchez en el Mississippi. Los comerciantes crearon rutas de migración regulares servidas por una red de corrales de esclavos, patios y almacenes necesarios como alojamiento temporal para los esclavos. Además, otros vendedores proporcionaron ropa, alimentos y suministros para los esclavos. A medida que avanzaba la caminata, se vendieron algunos esclavos y se compraron otros nuevos. Berlín concluyó: «En general, la trata de esclavos, con sus ejes y centros regionales, sus espuelas y circuitos, llegó a todos los rincones de la sociedad del sur. Pocos sureños, negros o blancos, quedaron intactos».
Nueva Orleans, donde los colonos franceses habían establecido plantaciones de caña de azúcar y exportado azúcar como principal cultivo comercial, se volvió importante a nivel nacional como mercado y puerto de esclavos, ya que los esclavos eran enviados río arriba en barco de vapor a las plantaciones en el río Misisipi; también vendía esclavos que habían sido enviados río abajo desde mercados como Louisville. En 1840, tenía el mercado de esclavos más grande de América del Norte. Se convirtió en la ciudad más rica y la cuarta más grande de la nación, basada principalmente en el comercio de esclavos y negocios asociados. La temporada comercial era de septiembre a mayo, después de la cosecha.
Uno de los edificios del mercado de esclavos más famosos que quedan en los Estados Unidos es el Old Slave Mart en Charleston, Carolina del Sur. Durante la primera mitad del siglo XIX, los esclavos llevados a Charleston se vendieron en subastas públicas que se llevaron a cabo en el lado norte del edificio Exchange and Provost. Después de que la ciudad prohibiera las subastas públicas de esclavos en 1856, surgieron mercados cerrados de esclavos a lo largo de las calles Chalmers, State y Queen. Uno de esos mercados fue Ryan's Mart, establecido por el concejal y corredor de la ciudad, Thomas Ryan y su socio comercial, James Marsh. Ryan's Mart originalmente consistía en un lote cerrado con tres estructuras — un cuartel de cuatro pisos o cárcel de esclavos, una cocina y una morgue.
En 1859, un maestro de subastas llamado ZB Oakes compró Ryan's Mart y construyó lo que ahora es el edificio Old Slave Mart para usarlo como galería de subastas. Además de esclavos, el mercado vendía bienes raíces y acciones.